# UFC Fight Night: Nelson vs. Ponzinibbio
UFC Fight Night: Nelson vs. Ponzinibbio var en MMA-gala som arrangerades av Ultimate Fighting Championship och ägde rum 16 juli 2017 i Glasgow i Skottland. 

## Resultat
1. ↑  Catchweight 118 lbs.[2]